# Tân Phú, Phổ Yên
Tân Phú là một phường thuộc thành phố Phổ Yên, tỉnh Thái Nguyên, Việt Nam.

## Địa lý
Phường Tân Phú nằm ở phía đông nam thành phố Phổ Yên có vị trí địa lý:
- Phía đông và phía nam giáp tỉnh Bắc Giang với ranh giới là sông Cầu
- Phía tây giáp phường Thuận Thành và phường Trung Thành
- Phía bắc giáp phường Đông Cao.

Phường Tân Phú có diện tích 4,78 km², dân số năm 2021 là 7.025 người, mật độ dân số đạt 1.469 người/km².
Phường Tân Phú là một trong những phường có mật độ dân số cao nhất tỉnh Thái Nguyên. Đường cao tốc Hà Nội - Thái Nguyên chạy qua địa bàn phường.

## Lịch sử
Sau năm 1975, Tân Phú là một xã thuộc huyện Phổ Yên.
Ngày 15 tháng 5 năm 2015, thành lập thị xã Phổ Yên trên cơ sở toàn bộ diện tích và dân số của huyện Phổ Yên, xã Tân Phú thuộc thị xã Phổ Yên.
Ngày 15 tháng 2 năm 2022, Ủy ban Thường vụ Quốc hội ban hành Nghị quyết số 469/NQ-UBTVQH15 về việc thành lập các phường thuộc thị xã Phổ Yên và thành lập thành phố Phổ Yên, tỉnh Thái Nguyên (nghị quyết có hiệu lực từ ngày 10 tháng 4 năm 2022). Theo đó, thành lập phường Tân Phú trên cơ sở toàn bộ 4,78 km² diện tích tự nhiên và 7.025 người của xã Tân Phú.

## Hành chính
Phường Tân Phú được chia thành 11 khu dân cư: Bến Cả, Đồng Lẩm, Đình Phú Cốc, Lợi Bến, Hương Đình, Trại, Đình Tảo Địch, Tân Thịnh, Thanh Vân, Tiến Bộ, Hồng Vân.